# Cycas curranii
Cycas curranii é uma espécie de cicadófita do género Cycas da família Cycadaceae, nativa de Palawan, nas Filipinas.